# روجر شورت
روجر شورت (بالإنجليزية: Roger Short)‏ هو دبلوماسي بريطاني، ولد في 9 ديسمبر 1944، وتوفي في 20 نوفمبر 2003 في إسطنبول في تركيا.